# La Chapelle-Rainsouin
La Chapelle-Rainsouin là một xã thuộc tỉnh Mayenne trong vùng Pays de la Loire tây bắc nước Pháp. Xã này nằm ở khu vực có độ cao trung bình 112 mét trên mực nước biển.